# Far A Day Cage
Far A Day Cage (FADC) ist eine Zürcher Performance- und Theaterkompanie, die im Jahr 2004 von Theaterregisseur Tomas Schweigen und der Schauspielerin Vera von Gunten gegründet wurde.

## Geschichte
Nach ersten Projekten, wie "Oneweekstand" und "Oneweekstand reloaded" oder "Parzivality Show" realisierte die Gruppe im Rahmen der Regieplattform „Freischwimmer 2004“ das Amerika-Projekt "Odysseus' Dia-Abend Spezial": Das Projekt wurde während einer mehrwöchigen USA-Reise entwickelt, war nach seiner Premiere in den Sophiensaele Berlin u. a. auch in Hamburg, Zürich, Düsseldorf, Mannheim und Wien zu sehen und legte den Grundstein für eine kontinuierliche Zusammenarbeit mit dem Theaterhaus Gessnerallee Zürich als Koproduktionshaus und künstlerischem Heimathafen. Es folgte eine Auftragsarbeit für das Schillerfestival in Weimar: "Polizey", nach dem gleichnamigen Fragment von Friedrich Schiller, gewann den Schweizer Förderpreis Premio 2005 und war nach der Premiere in Weimar auch in Zürich zu sehen.
Weitere Arbeiten waren unter anderem das Casting-Show-Projekt "Titaniamania", "Gang Bang. Eine Betriebsanleitung für erfolgreiches Arbeiten im Kollektiv", "X Store", "Nothing Company" und Pate I-III", die allesamt im Programm internationaler Festivals in Deutschland, Österreich, Frankreich und der Schweiz liefen, u. a. bei "Politik im freien Theater", "Spielart München", "Auawirleben", "transeuropa", "Festival Impulse", "Festival AusFlugHafenSicht / Theater der Welt 08", "Festival Premières" und "Völker hört die Signale".
Von 2009 bis 2011 erhielt FADC kontinuierliche Gruppenförderung des Präsidialdepartements der Stadt Zürich, in diesem Rahmen entstanden die Projekte "Pate I-III", "MyState" und "Hamlet. anschliessend Publikumsgespräch", Tourneen führten die Kompanie in diesen drei Spielzeiten u. a. nach Wien, Basel, Bern, Luzern, Düsseldorf, Bochum, München, Jena, Berlin und Liechtenstein. Regelmässig koproduzierte FADC mit der Kaserne Basel, dem WUK Wien, HAU Berlin und FFT Düsseldorf – im Rahmen von "MyState" wurde erstmals mit einem festen Repertoire-Theater (Theaterhaus Jena) und einem festen Ensemble zusammengearbeitet.
Die Arbeit "Urwald" hatte am 2. Juni 2012 in Zürich Premiere und war im Anschluss in Frankfurt am Main (Lüften Festival/Mousonturm), Basel (Internationale Theaterfestival Basel/Kaserne), Berlin (HAU) und Hannover (Festival Theaterformen) zu sehen.
Von 2012 bis 2015 war Far A Day Cage „group in residence“ am Theater Basel; Tomas Schweigen war ebendort Co-Schauspieldirektor und Hausregisseur. Ein Teil der Gruppenmitglieder wechselte 2015 mit an das Schauspielhaus Wien, wo Tomas Schweigen seit der Spielzeit 2015/2016 Intendant ist.